# Penstemon dissectus
Penstemon dissectus är en grobladsväxtart som beskrevs av Ell.. Penstemon dissectus ingår i släktet penstemoner, och familjen grobladsväxter. Inga underarter finns listade i Catalogue of Life.